# Bernhard Frank von Frankenberg

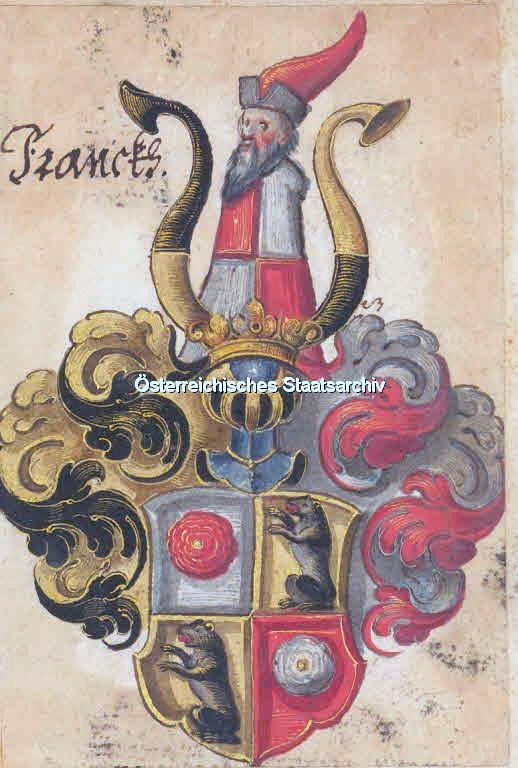
Familienwappen

Bernhard Frank von Frankenberg (* 7. April 1692 in Innsbruck; † 11. Februar 1763 in Disentis) war von 1722 bis 1729 Bibliothekar des Klosters St. Gallen.

## Leben
Bernhard Frank von Frankenberg wurde als Sohn des oberösterreichischen Regimentssekretärs Josef Frank von Frankenberg und der Maria Caecilia Höfferin in Innsbruck geboren. 1707 trat er in die Benediktinerabtei St. Gallen ein, wo er 1710 die Profess ablegte. 1716 folgte die Weihe zum Priester. Danach war er Lehrer für Philosophie und Theologie im Kloster St. Gallen. 1729 studierte und promovierte Bernhard Frank von Frankenberg in Rom. Sein Studienfach war das kanonische Recht. 1731 wurde er als Exegeseprofessor bestellt, reiste nach Konstanz wegen des Jurisdiktionsstreites zwischen dem Bistum und der Fürstabtei St. Gallen und wurde zum Offizial befördert. 1742 wurde er zum Abtkoadjutor von Disentis mit Nachfolgerecht ernannt. 1743 erhielt er die Benediktion zum Abt durch Nuntius Carlo Francesco Durini. Er wurde vermehrt vom Abt für Geschäfte eingesetzt.

## Wirken
Bernhard Frank war zunächst stark in den Konstanzer Handel involviert. In dieser Angelegenheit musste er 1741 ein weiteres Mal nach Rom reisen. Es ging dabei um die Übertragung der Jurisdiktion in Teilen der Fürstabtei St. Gallen von Konstanz auf St. Gallen. Danach wurde Bernhard Frank Abt von Disentis, als welcher er sehr beliebt war. Er galt als grosser Förderer der monastischen Liturgie, war angesehener Jurist und Politiker. Dazu verfasste er theologische und philosophische Werke. Er pflegte engen Kontakt mit dem habsburgischen Hof in Wien. 1750 eröffnete er ein Studienkolleg in Sondrio (Veltlin), das auf Drängen der protestantisch-bündnerischen Machthaber allerdings bald wieder geschlossen werden musste. Bernhard Frank stärkte das Ansehen der Fürstabtei, sorgte für Disziplin und Ordnung und schützte die Immunität des Klosters.